# Corbícula

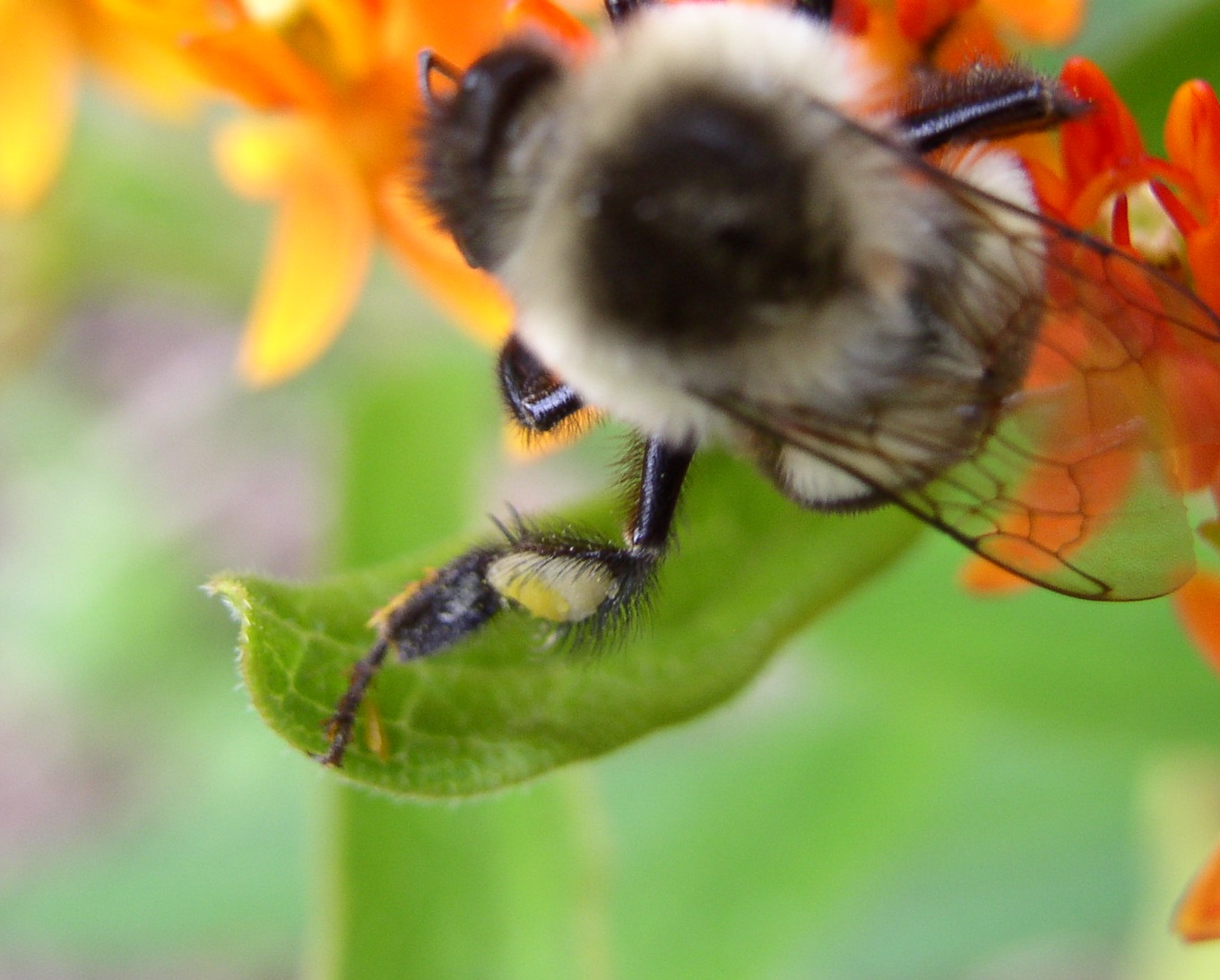
Uma mamangaba com massa de pólen na corbícula.

A corbícula ou cesta de pólen é a parte da tíbia da perna traseira da abelha, presente em quatro tribos de Apinae (subfamília da família Apidae): abelhas melíferas, mamangava, abelhas sem ferrão e abelhas-das-orquídeas. Devido a isto, elas também são chamadas de abelhas corbiculadas.
A abelha umedece suas pernas dianteiras com uma longa probóscide e recolhe o pólen que coletou na cabeça, corpo e primeiro e segundo pares de pernas, transferindo-o para o último par de pernas. Inicialmente o pólen prende-se aos pelos das pernas traseiras, onde os grãos de pólen são compactados e transferidos para a superfície externa, onde então, o pólen é depositado em uma concavidade polida, rodeada por pelos, chamada corbícula ou cesta de pólen. Um único pelo atua como pino que prende a carga de pólen no lugar. As abelhas utilizam néctar para umedecer o pólen seco e assim melhorar a sua aderência. O tipo do pólen coletado pode ser usada para identificar a sua origem, sendo que algumas espécies de abelhas, as chamadas generalistas, coletam maior diversidade de pólen; e aquelas chamadas especialistas coletam menor diversidade delas. 
Apenas as fêmeas coletam o pólen e têm corbículas.